# 冰川消融之争
冰川消融之争或冰川争吵是指2010年1月爆发的关于喜马拉雅冰川将在2035年消失的说法的争论。这个争议起源于聯合國政府間氣候變化專門委員會的2007年报告预测喜马拉雅冰川到2035年可能由于气候变化而消失。这项预测是建立在一位科学家与一位记者的谈话上的，而后者如今把它称为“猜测”。

## 事件經过
大多数专家一致认为许多喜马拉雅山冰川正在退缩，这对于生活在下游的无数人的水供应有严重影响。印度空间研究组织下属的印度空间应用中心的雪与冰川项目协调员Anil Kulkarni的研究组分析了喜马拉雅山印度一侧的1317个冰川，认为喜马拉雅冰川区已经从1962年的5866平方公里减少到了2004年的4921平方公里——冰川消失了16%。但是印度环境与林业部发表的一份对卫星和地面观测结果的综述声称，尽管一些冰川正在缩小，其他的冰川却很稳定，而且一些冰川甚至正在扩张。
但是科学家说研究过于狭窄，没有覆盖整个喜马拉雅地区的足够研究。中国青藏高原研究所的冰川学家康世昌认为，尽管喜马拉雅冰川跨越了8个国家，科学家的研究工作通常限于他们的本国。由于喜马拉雅山脉自西向东延伸数千公里，气候条件有很大的差异。
与此同时，一些测量方法存在争议，大部分冰川研究是过分简化的，因为它研究冰川鼻的运动。尽管人们发现冰川鼻通常正在退缩，冰川鼻的数据几乎不能显示整个冰川的质量。科学家认为更精密的方法是“质量平衡”研究。但是还不存在系统化的数据。而且冰川和水供应之间的关系仍然不明。人们甚至对冰川退缩的后果也不太清楚。

## 影響
为此，2008年4月在尼泊尔的国际山地综合发展中心(ICIMOD)召开会议，专门讨论喜马拉雅山冰川退缩数据不足的问题。冰川的消退影响了邻国居民获取水，而且可能对农业与环境造成重大影响，而冰川湖洪水和家园遭到破坏的风险也不容小觑。